# قائمة قصص تشارلز هاملتون

## قائمة
| دبليو سي ميريت |

| أكثر من 1000 |

## قصص منشورة في شكل كتاب
أضطر هاميلتون لتحويل طريقة نشره من أوراق قصصيه إلى كتاب كامل، ولكن لم يغير اسلوبه في السرد وكان هذا التحول بعد الحرب العالمية الثانية.

### كما فرانك ريتشاردز[1]

#### روايات بيلي بونتر
بيلي بونتر من مدرسة غرايفريرز (1947)
ورقة نقدية بيلي بونتر (1948)
بيلي بونترز بارينج أوت (1948)
حفلة عيد الميلاد بيلي بونتر (1949)
بيلي بونتر في البرازيل (1949)
فائدة بيلي بونتر (1950)
بيلي بونتر بين أكلة لحوم البشر (1950)
أمر بيلي بونتر البريدي (1951)
بيلي بونتر بوتس إن (1951)
بيلي بونتر وبلو موريشيوس (1952)
بيلي بونترز بينفيست (1952)
الموجة الدماغية لبيلي بونتر (1953)
قضية بيلي بونتر الأولى (1953)
بيلي بونتر ذا بولد (1954)
بيلي بونتر يفعل أفضل ما لديه (1954)
بيلي بونتر مزدوج (1955)
النسخ الاحتياطي بيلي بونتر (1955)
اللورد بيلي بونتر (1956)
نفي بيلي بونتر (1956)
بولت بيلي بونتر (1957)
بيلي بونتر أفلاط (1957)
صفقة بيلي بونتر (1958)
بيلي بونتر ذا هاكر (1958)
بونتر خارج الحدود (1959)
بونتر يأتي لعيد الميلاد (1959)
بونتر الفتى الشرير (1960)
بونتر يبقيها مظلمة (1960)
البحث عن الكنز للمخرج بيلي بونتر (1961)
بيلي بونتر في بوتلينز (1961)
بونتر المتكلم من بطنه (1961)
بونتر القافلة (1961)
حارس بيلي بونتر الشخصي (1962)
كبير رئيس بونتر (1963)
تماما مثل بونتر (1963)
بونتر المتخفي (1964)
بفضل بونتر (1964)
بونتر الرياضي (1965)
سخرية بونتر الأخيره (1965)

#### روايات «جاك»
- جاك لجميع الحرف (1950)
- جاك الفتى (1955)
- جاك السيرك (1955)
- جاك يذهب الجنوب (2011)
- جاك في أفريقيا (2012)
- جاك في خطر (2012)
- جاك أون ذا تريجر تريل (2013)

#### روايات توم ميري[2]
مشكلة توم ميري (1953)
أسفل وخارج (1953)
صيد كارديو (1954)
اختفاء توم ميري (1954)
من خلال سميك ورقيق (1955)
انتصار توم ميري (1956)
توم ميري وشركاه، كارافانيرز (1956)

#### روايات أخرى
سر المدرسة (1946)
خروف سبارشوت السوداء (1946)
أول رجل في (1946)
رعاية الحمل (1946)
بطل سبارشوت (1946)
نتف ويل يقول (1946)
أعلى دراسة في توبهام (1947)
الأرنب بينكس على مسار الحرب (1947)
• داندي من توبهام (1947)
أرسل إلى كوفنتري (1947)
• ذا لون تكسان (1954)

### كما هيلدا ريتشاردز[3]
فتيات هيدلاند هاوس (1946)
تحت إبهام بيكيز (1946)
وينيفريد أون ذا وارباث (1946)
باميلا سانت أوليف (1946)
تلميذات الذين تقطعت بهم السبل (1947)
ييب من المدى (1947)
يانصيب القديس أوليف (1947)
بيسي بونتر من مدرسة كليف هاوس (1949)

### مثل مارتن كليفورد[4]
[أعيد طبع بعض مما سيرد تاليا مع المؤلف بأسم فرانك ريتشاردز]
سر الدراسة (1949)
تالبوتس سيكريت (1949)
توم ميري وشركاه من سانت جيمز (1949)
راليينج راوند جوسي (1950)
العبث من سانت جيم (1951)
سر توم ميري (1952)
منافس توم ميري (1952)
رجل من الماضي (1952
من راجيد رالتون؟ (1952
لقطة سكيمبول (1952)
مشكلة تريمبل (1952)
دارسي في خطر (1952)
دارسي على مسار الحرب (1952)
اختفاء دارسي (1952)
دارسي المصلح (1952)
يوم عطلة دارسي (1952)

### كما أوين كونكويست
- منافسو رووكوود (1951)

## روابط خارجية
- مادة Friardale هاملتون
- مغناطيس
- جمع الكتب والمجلات مقال تفصيلي
- حقائق وأرقام Greyfriars ، The Magnet & Billy Bunter
- فهرس Greyfriars قائمة مفصلة بمواد هاملتون
- نادي عشاق Friars Club
- The Magnet موقع مفصل عن المغناطيس
- موقع عشاق بونترزون
- فهرس الصحف الأسبوعية للبنين